# 凹穴蛹螺
凹穴蛹螺（学名：Pupa alveola）为捻螺科蛹螺属的动物。

## 分佈
分布于日本、菲律宾、新喀里多尼亚岛以及中国大陆的海南、南海海域等地，属于暖水性种。其常见于潮间带-潮下带浅水区砂质底。

## 外部連結
- 維基物種上的相關：凹穴蛹螺